# Jane Val
Jane Val (4 de febrero de 1930 – 21 de febrero de 2006) fue una actriz teatral, cinematográfica y de voz de nacionalidad francesa.

## Biografía
Nacida en París, Francia, su verdadero nombre era Jeanne Valentin, y cursó estudios en el Conservatorio de París, en la clase de Béatrix Dussane.
Actriz especializada en el doblaje, ella prestó su voz a numerosas películas, series televisivas y producciones de animación. Entre otros personajes, dio voz a Nellie Oleson en Little House on the Prairie y a Vénusia en UFO Robo Grendizer. 
Jane Val falleció en París en el año 2006. Había estado casada con el actor Louis Arbessier.

## Teatro
- 1951 : Mozart, de Sacha Guitry, escenografía de Maurice Escande, Casino de Charbonnières-les-Bains
- 1952 : Robinson, de Jules Supervielle, escenografía de Jean Le Poulain, Théâtre de l'Œuvre
- 1972 : Une visite de noces, de Alejandro Dumas, escenografía de Jacques Échantillon, Théâtre des Variétés
- 1972 : Les Œufs de l'autruche, de André Roussin, escenografía de Jacques Échantillon, Théâtre des Variétés
- 1989 : Le Foyer, de Octave Mirbeau, escenografía de Régis Santon, Théâtre de la Plaine
- 1992 : La Valse des toréadors, de Jean Anouilh, escenografía de Régis Santon, Théâtre Silvia Monfort

## Filmografía

### Cine
- 1973 : Salut l'artiste, de Yves Robert
- 1983 : Le Voleur de feuilles, de Pierre Trabaud
- 1984 : Frank et moi, de Gérard Kikoïne
- 1993 : Profil bas, de Claude Zidi
- 2000 : Tout est calme, de Jean-Pierre Mocky
- 2006 : Toi et moi, de Julie Lopes-Curval

### Televisión
- 1973 : Urbain, episodio de la serie La Ligne de démarcation, de Robert Mazoyer
- 1981 : Cinq-Mars, de Jean-Claude Brialy
- 1982 : Le Village sur la colline, miniserie de Yves Laumet
- 1983 : L'Attrapeur, de Marco Serafini
- 1984 : Emmenez-moi au théâtre : Chéri, de Yves-André Hubert
- 1985 : L'Ordre, de Étienne Périer
- 1991 : L'Ours vert, episodio de la serie Commissaire Moulin, de Yves Rénier
- 1997 : Cathy, episodio de la serie Les Cordier, juge et flic, de Alain Wermus
- 1998 : Le Mystère de la crypte, episodio de la serie Anne Le Guen, de Stéphane Kurc

## Actriz de voz

### Cine
Val dobló a las siguientes actrices cinematográficas: 
Yvonne Shima, Anna-Maria Polani, Sheila Mathews, K Callan, Nichelle Nichols, Lois Smith y Estelle Getty.
Además, trabajó en el doblaje de diferentes producciones de animación:
- The Rescuers
- Bambi
- The Fox and the Hound
- The Secret of NIMH
- El mago de Oz
- El último unicornio
- Katy[3]
- The Black Cauldron
- Fuglekrigen i Kanøfleskoven
- The Secret of NIMH 2: Timmy to the Rescue

### Televisión
Para la pequeña pantalla, Val dio voz a las siguientes actrices:
Alison Arngrim, Allison Balson, Sherri Stoner, Susan Krebbs, Ruth Jecklin, Liz Sheridan, Rosetta LeNoire, Chika Matsui, Elizabeth Hoffman, Estelle Harris, Cloris Leachman, Georgine Hall, Charlotte Rae y Pamela Dunlap.
También fue actriz de doblaje en varias producciones televisivas de animación: 
- 1975 : UFO Robo Grendizer
- 1975 : The White Seal
- 1976 : Candy Candy
- 1977 : El bosque de Tallac
- 1979 : Lady Oscar
- 1982 : Las misteriosas ciudades de oro
- 1984 : Heathcliff & the Catillac Cats
- 1984 : Sherlock Holmes
- 1985 : Jem and the Holograms
- 1985 : La Burbuja Azul
- 1986 :  Maison Ikkoku
- 1986 : L'Oiseau bleu
- 1987 : Les Familles Sylvanians
- 1991 : Rugrats
- 1995 : Les Enfants du Capitaine Trapp
- 1996 : Les Babalous